# Randall Munroe
Randall Patrick Munroe (17 d'octubre de 1984, Easton, Pennsilvània, Estats Units d'Amèrica) és un dibuixant de còmics i físic estatunidenc. És principalment conegut per ser el creador del còmic d'internet Xkcd. Aquest còmic, creat el setembre de 2005, ha aconseguit amb els anys un gran nombre de seguidors, sent un dels còmics de referència de la cultura geek.

## Primers anys
Randall Munroe va néixer a la ciutat d'Easton (Pennsilvània), als Estats Units, on el seu pare hi treballava com a enginyer i comercial. Té dos germans petits i va ser educat en la religió de la Societat Religiosa d'Amics Ja des de jove li agradaven molt les tires còmiques dels diaris, especialment Calvin i Hobbes, de Bill Watterson, això va ser una de les seves primeres inpiracions en la creació del seu famós webcomic Xkcd. Va cursar els estudis d'educació superior o Highschool (equivalent al Batxillerat) a la Chesterfield County Mathematics and Science High School a Clover Hill i posteriorment es va graduar en Física a la universitat Christopher Newport l'any 2006.

## Carrera Professional

### NASA
Després de graduar-se, Randall Munroe va treballar com a programador de robots per la NASA al centre de recerca Langley Research Center, a Hampton (Virginia). A l'octubre de 2006, però, la NASA no li va renovar el contracte, per la qual cosa es va dedicar a escriure el seu còmic web Xkcd a temps complet.

### XKCD

Panel del còmic web Xkcd titulat "Wikipedian protestor" o "Protestant de la Viquipèdia". En aquest s'observa un polític fent un discurs mentre un dels oients aixeca un cartell amb la frase "Cal citació" que s'utilitza en el context de la wikipedia quan un article fa una afirmació sense proveir una font. El còmic està publicat amb el text "SEMI-PROTECT THE CONSTITUTION", broma similar que barreja un concepte polític (Conservar la constitució dels Estats Units), amb un concepte de la wikipedia (semiprotegir una pàgina perquè no la pugui editar qualsevol usuari.)

El blog de Munroe, anomenat Xkcd, és on penja el seu còmic web amb el mateix nom. El còmic s'autodescriu com a "Un webcomic de romanç, sarcasme, matemàtiques, i llenguatge."
Munroe ha explicat en diverses ocasions que el nom del comix "Xkcd" no té cap significat i que el va triar precisament per aquest motiu. L'utilitzava anteriorment com a pseudònim pels xats online, i ha afirmat que el no tenir un significat li permetia utilitzar-lo sense avorrir-se'n. Monroe va registrar el domini d'Internet xkcd.com i el va tenir en desús fins que va començar a penjar-hi el còmic el setembre de 2005. El còmic Xkcd, va guanyar ràpidament molta popularitat, obtentint fins a 70 milions de visites a l'octubre de 2007.
Tots els panels del còmic web estan sota la llicencia Creative Commons attribution-noncommercial 2.5, deixant així que tothom el pugui reusar per a fins no comercials atribuint-ne l'autor. Munroe ha afirmat que si bé ho fa en part pel seu suport al Moviment per la Cultura Lliure, també té sentit des d'un punt de vista de negoci.
La principal font d'ingressos de Munroe amb Xkcd és la venta de productes amb dibuixos de Xkcd, principalment samarretes. A més el 2010, va publicar Xkcd volume 0, un llibre físic amb una recopilació d'alguns dels seus còmics.
La gran popularitat del còmic entre els seguidors de ciència-ficció han resultat en que Muroe sigui nominat dos cops al Premi Hugo per artistes relacionats amb la ciència-ficció, i que el 2014 una de les seves tires còmiques web, titulada "Time", va guanyar el premi a la Millor Historia Gràfica als Premis Hugo.

## Influència

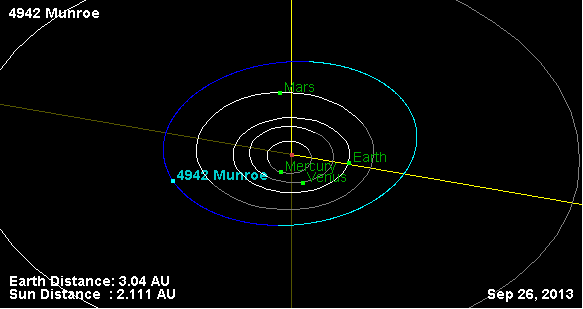
Òrbita de l'asteroide 4942 Munroe, anomenat així per Randall Munroe.

La Unió Astronòmica Internacional, va acceptar el reanomenament de l'asteroide (4942) 1987 DU₆ a 4942 Munroe, nom proposat per lectors de Xkcd.

## Vida Personal
Des del maig de 2008 Randall Munroe viu a Somerville (Massachusetts).
A l'octubre de 2010, la promesa de Munroe va ser diagnosticada amb càncer de mama. Els efectes emocionals que li va provocar la noticia es mostren en el seu panel de Xkcd Emotion, publicat dos anys i mig després, a l'abril de 2012.
Randall va anunciar el casament amb la seva parella sentimental el setembre de 2011.

## Publicacions
- xkcd:volume 0. 2009. ISBN 9780615314464. Recull d'algunes dels panels preferits de l'autor del seu còmic web xkcd.
- What If?: Serious Scientific Answers to Absurd Hypothetical Questions. (trad. Què pasaria si? Respostes Científiques Serioses a Preguntes Hipotètiques Absurdes.) 2014. ISBN 9781848549579. Llibre on proposa una sèrie de situacions hipotètiques absurdes proposades per lectors al seu blog, i n'intenta respondre algunes mitjançant raonaments científics
- Thing Explainer. (trad. Explicador de Coses.) 2015. ISBN 9780544668256. Llibre on descriu sistemes relativament complexes (Sondes espacials, cèl·lules, etc.) utilitzant explicacions senzilles i paraules comunes.
- How To: Absurd Scientific Advice for Common Real-World Problems. (trad. Com fer: Consells Científics Absurds per Problemes Comuns del Món Real.) 2019. ISBN 9780525537090. Llibre similar a la seva segona publicació What If, però aquest cop centrat en com resoldre problemes hipotètics plantejats pels lectors, sovint complcant més del compte les coses, i sempre amb un to humorístic.